# Historia de la industria petrolera en los Estados Unidos

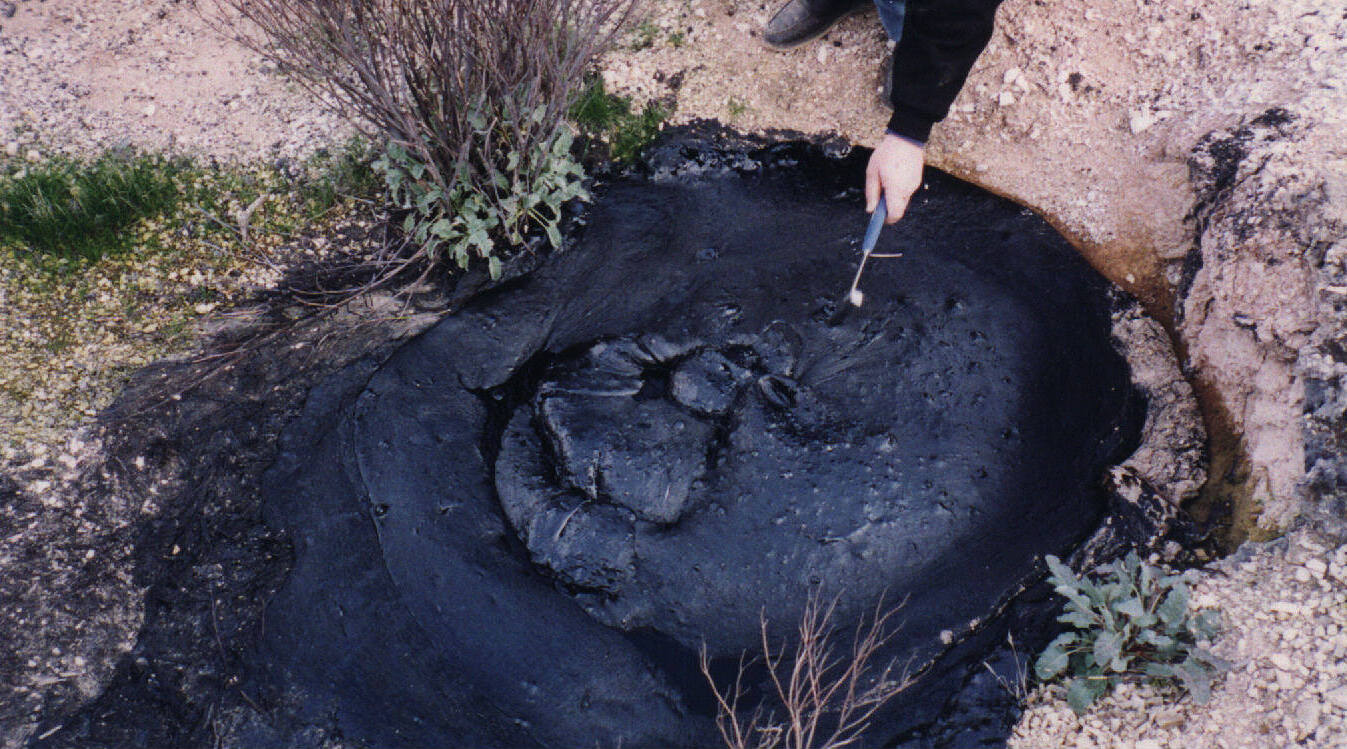
El petróleo natural se filtra a la superficie como en la imagen en el área de McKittrick de California, que fue utilizado por los nativos americanos y posteriormente minadas por los colonos.

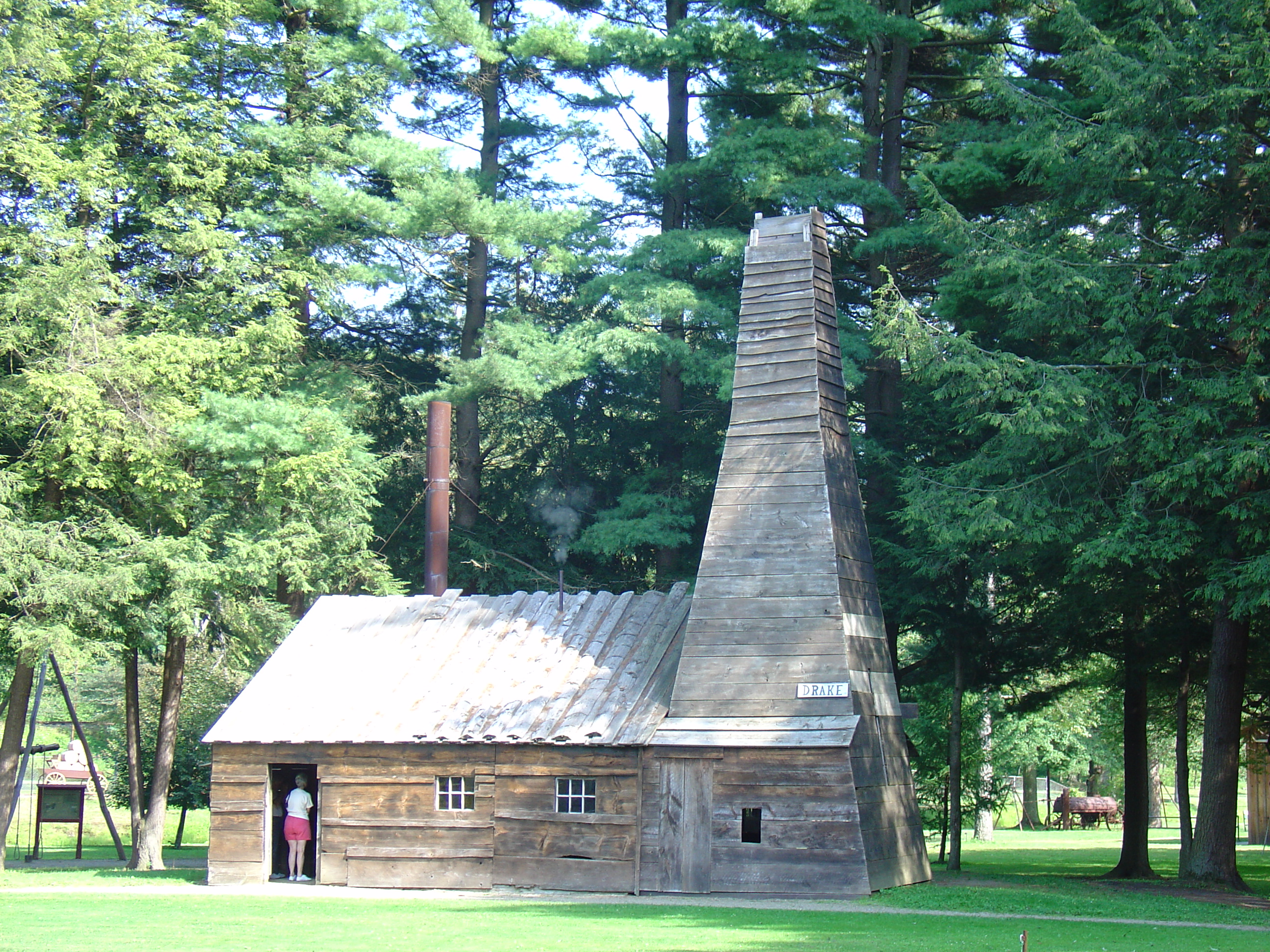
Reproducción de Casa de máquinas y torre de perforación en Oil Creek, Pensilvania

La historia de la industria petrolera en los Estados Unidos se remonta a principios del siglo XIX, aunque los pueblos indígenas al igual que muchas sociedades antiguas, han utilizado las filtraciones del petróleo desde la prehistoria. Allá donde se encuentran, estas filtraciones de petróleo han marcado el inicio y crecimiento de la industria petrolera a su alrededor, desde los primeros descubrimientos al más reciente. El petróleo se convirtió en una industria importante a raíz de la Fiebre del petróleo de Pensilvania en 1859.  Durante gran parte de los siglos XIX y XX, Estados Unidos fue el mayor productor de petróleo del mundo, aunque ahora ocupa el tercer lugar. Sin embargo, la Agencia Internacional de la Energía ha previsto que, debido al reciente auge del "boom petrolero", Estados Unidos superará tanto a Arabia Saudita como a Rusia, para convertirse de nuevo en el mayor productor de petróleo del mundo en 2017-2020.

## Antes del pozo Drake
Los nativos americanos, ya conocían el petróleo en el oeste de Pensilvania, y habían hecho uso de él muchos años antes de la mitad del siglo XIX. Los primeros exploradores europeos observaron filtraciones de petróleo y gas natural en el oeste de Pensilvania y Nueva York. El interés creció sustancialmente a mediados de los años de 1850, cuando los científicos informaron sobre el potencial para la fabricación de queroseno a partir del petróleo crudo, si se encontrara un yacimiento de petróleo con la suficiente envergadura.
En aquella época la sal también era un bien valioso, existiendo una industria desarrollada alrededor de los manantiales de agua salada en el valle del río Ohio, produciendo sal mediante la evaporación de salmuera. Algunos de los pozos eran cavados artesanalmente, pero los productores de sal aprendieron a perforar pozos por otros métodos (utilizando perforadoras). En algunos lugares en el oeste de Virginia, Ohio y Kentucky, el petróleo y el gas natural salían de los pozos junto con la salmuera. Entonces el petróleo no era más que un residuo molesto, pero algunos productores de sal lo guardaban y luego vendían como "aceite revelador" o producto medicinal. En otros lugares, el gas natural era extraído y almacenado para ser utilizado como combustible en las salinas de evaporación.  Los primeros pozos que tenían petróleo como subproducto fueron el Thorla - McKee Well de Ohio en 1814, un pozo cerca de Burkesville, Kentucky, en 1828, y pozos en Burning Springs, Virginia en 1836.
La industria del gas natural en Estados Unidos comenzó en 1821 en Fredonia (Nueva York), cuando William Hart cavó un pozo a una profundidad de 27 pies (8,2 m) obteniendo gas de lutita. Más adelante perforó otro pozo a 43 pies (13,1 m) y condujo el gas extraído mediante una tubería hasta una posada cercana donde era quemado para la iluminación. Pronto muchos pozos de gas fueron perforados en la zona, y las calles iluminadas de Fredonia se convirtieron en una atracción turística.

## ¿Qué es El Pozo Drake de Titusville, Pensilvania?

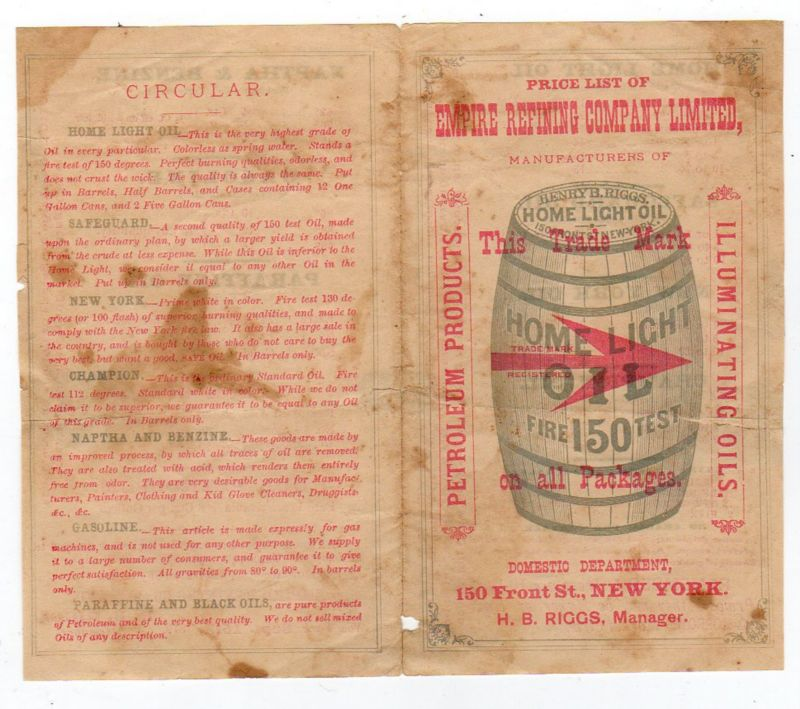
Folleto de venta de varios productos del petróleo (1879)

El 28 de agosto de 1859, George Bissell y Edwin Drake lograron con éxito y por primera vez la obtención de un pozo específicamente petrolero por medio de una plataforma de perforación, en Oil Creek, cerca de Titusville (Pensilvania).
El pozo Drake es citado a menudo como "el primer" pozo comercial de petróleo, aunque ese título es disputado también por pozos de Azerbaiyán, Ontario, Virginia Occidental y Polonia, entre otros. Sin embargo, antes del pozo Drake, los pozos productores en los Estados Unidos fueron perforados para extraer salmuera, y producían gas y petróleo como subproducto accidental. En un pozo destinado a agua potable en Ontario se encontró petróleo en 1858, un año antes que en el Drake, pero no había sido perforado con tal fin. Los historiadores han señalado que la importancia del pozo Drake no estaba en ser el primer pozo para producir petróleo, sino en ser la atracción para la primera gran oleada de inversiones en la extracción, refinado y comercialización de petróleo:
"La importancia del pozo Drake estaba en el hecho que causó la perforación de más pozos adicionales, estableciendo así un suministro de petróleo en cantidad suficiente para apoyar a las empresas de negocios de gran magnitud.

## Cuenca de los Apalaches
El éxito del pozo Drake llevó rápidamente al comienzo en la extracción de petróleo en otros lugares como el oeste de los Apalaches, donde el petróleo se filtraba a la superficie, o donde los perforadores de sal habían encontrado previamente el petróleo ensuciando sus pozos de sal. Durante la guerra de Secesión, la región productora de petróleo se extendió sobre gran parte del oeste de Pensilvania, hacia el oeste de Nueva York, y por el río Ohio en los estados de Ohio, Kentucky, y la parte occidental de Virginia (ahora Virginia Occidental). La cuenca de los Apalaches continuó siendo la principal región productora de petróleo en los Estados Unidos a lo largo de 1904.
El primer pozo comercial de petróleo en Nueva York fue perforado en 1865. El petróleo crudo de Nueva York (y el noroeste de Pensilvania) es muy alto en parafina.
El producto principal obtenido a partir de petróleo en el siglo XIX era el queroseno, que sustituyó rápidamente al aceite de ballena para fines de alumbrado en Estados Unidos. El originalmente comerciante de aceite de ballena, Charles Pratt (1830-1891) de Massachusetts, fue uno de los pioneros de la industria petrolera natural en los Estados Unidos. Fue fundador de la "Astral Oil Works" en Greenpoint, Brooklyn. El producto de Pratt más tarde dio lugar al lema publicitario, "Las santas lámparas del Tíbet son alimentadas con Astral Oil". Pratt se unió a su protegido Henry H. Rogers para formar "Charles Pratt y Compañía" en 1867. Ambas compañías se convirtieron luego en parte de la Standard Oil de John D. Rockefeller en 1874.

## Centro de Estados Unidos
El área central de Estados Unidos es un área que abarca Kansas, Oklahoma, Arkansas, Luisiana del Norte y la mitad norte de Texas que queda lejos de la Costa del Golfo. El primer pozo de petróleo perforado en esa zona y comercialmente exitoso fue el denominado "Norman N.º 1" cerca de Neodesha, Kansas, el 28 de noviembre de 1892.
- Corsicana, 1894, Texas, más de 44.000.000 de barriles (aprox. 7.000.000 m³)
- McCamey, 1928, Baker No. 1., Texas.

### Oklahoma
El petróleo fue descubierto en Bartlesville y en Burbank hacia 1897, pero los descubrimientos iniciales no crearon ninguna expectación hasta el descubrimiento del gran chorro de petróleo en Glenpool (Oklahoma) en 1905. El descubrimiento del yacimiento de Glenn se produjo cuando la producción de la Costa del Golfo disminuía rápidamente, momento en que los operadores ya estaban ansiosos por encontrar nuevas áreas para perforar. El aumento de las áreas de perforación resultó en importantes descubrimientos en Cushing en 1912 y Healdton en 1913.
- Greater Seminole,  1926, Oklahoma, más de 200.000.000 de barriles (32.000.000 m³)
- Oklahoma, Healdton (Oklahoma), Pozo Discovery, 1928, Oklahoma. El pozo denominado Mary Sudik N.º 1, conocido como "Salvaje Mary Sudik", no lanzó petróleo por los aires hasta el 25 de marzo de 1930, expulsando al aire una cantidad estimada de 3.000 barriles (480 m³) por hora (133 L/s) durante los siguientes 11 días.

### Este de Texas
El campo petrolero más grande de los 48 estados, el campo petrolífero del Este de Texas, no fue descubierto hasta 1930, cuando el especulador Columbus Marion Joiner (más comúnmente conocido como "Papá" Joiner) perforó el Daisy Bradford No. 3, en el Condado de Rusk (Texas).

### Norte de Luisiana
En 1906 fue descubierto el campo petrolero Isla Caddo-Pine en el norte de Caddo Parish, Luisiana, causando una oleada de alquileres y marcando el comienzo de actividad de perforación. Dos años después, en 1908, se construyó el primer gasoducto para transportar el gas desde el campo Caddo-Pine a Shreveport, Luisiana. Este fue uno de los primeros usos comerciales del gas natural, no obstante, a menudo se veía como un indeseable subproducto de la producción de petróleo y era desechado durante el proceso de extracción mediante su quemado.
Se realizaron algunas innovaciones y mejoras en el campo Caddo-Pine, incluyendo la primera plataforma de extracción sobre el agua, que se construyó en el lago Caddo, en 1910. En ese mismo año, un importante oleoducto fue construido desde el campo Caddo-Pine a una refinería construida y operada por la Standard Oil Company de Luisiana en Baton Rouge, Luisiana. La refinería todavía sigue funcionando a día de hoy.
Otros descubrimientos tempranos de petróleo en el norte de Luisiana incluyeron el campo Bull Bayou, Red River Parish, (1913), Monroe Gas Field, Ouachita Parish, (1916), Homer Field, Claiborne Parish, (1919) y Haynesville Field, Claiborne Parish, (1921).

## Costa del Golfo de México

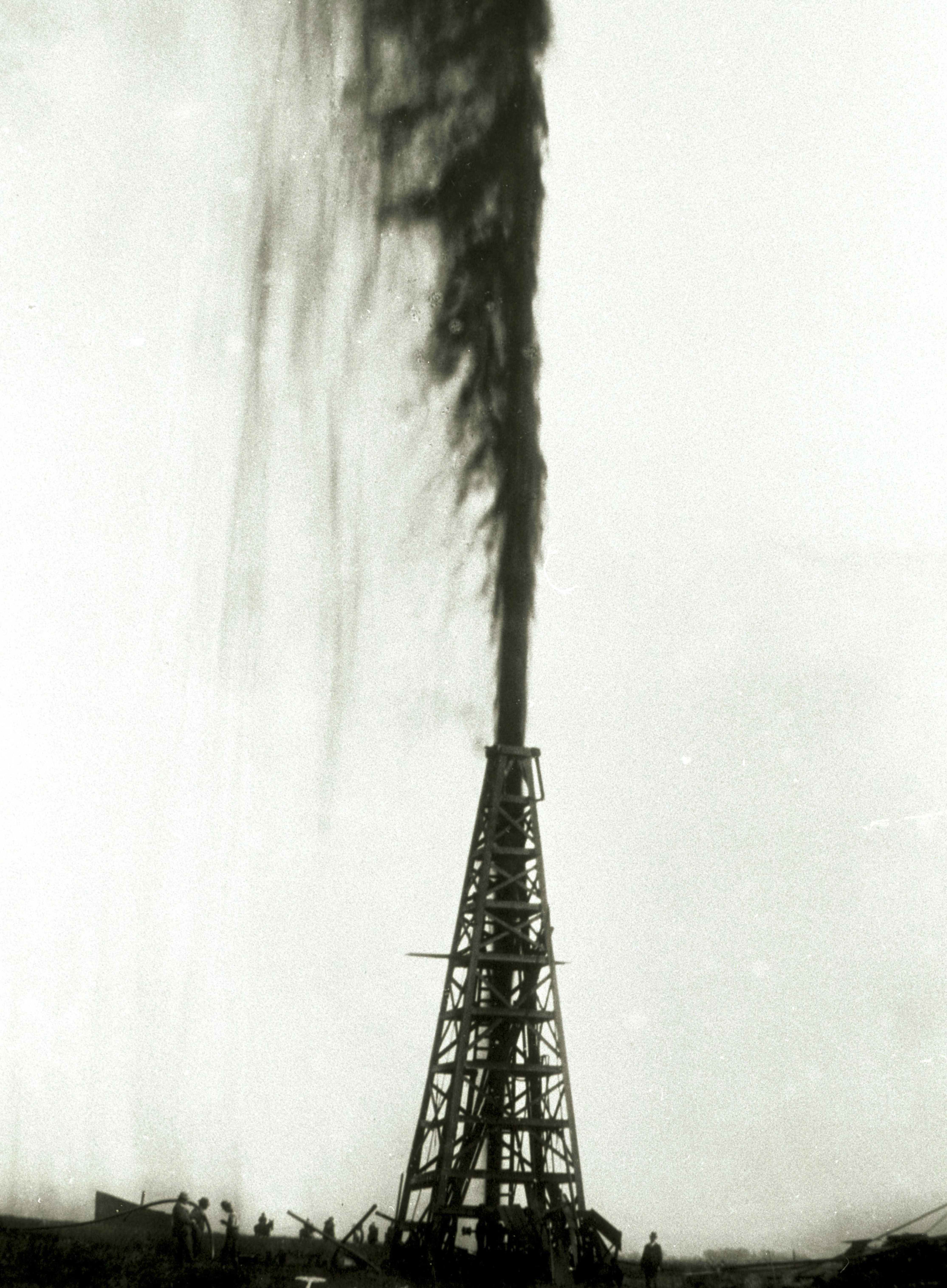
El chorro Lucas en Spindletop

El Capitán Anthony Francis Lucas, ingeniero de minas con experiencia y perforador de sal, perforó un pozo para encontrar petróleo en la colina de Spindletop. En la mañana del 10 de enero de 1901, la pequeña colina al sur de Beaumont, Texas empezó a temblar mientras el barro burbujeaba alrededor de la perforadora. Un sonido ronco provino del suelo, y luego, con una increíble fuerza disparó 6 toneladas de tubos de 4 pulgadas de diámetro hacia la parte superior de la torre de perforación, golpeando el bloque de la corona. El Chorro Lucas rugió por primera vez, naciendo así el campo petrolífero de Spindletop. Este pozo se convirtió en el centro de una zona de perforación frenética, alcanzando su punto máximo en 1902 con 17.400.000 barriles (2.770.000 m³), aunque en 1905 la producción se había reducido un 90 % desde ese pico.
La colina de Spindletop resultó ser un exponente de un domo de sal subterráneo, alrededor del cual el petróleo quedó acumulado. El hallazgo fue el fruto de la tenacidad de un geólogo autodidacta, Pattillo Higgins, que intuyó las posibilidades petroleras de este tipo de formaciones. El chorro Spindletop dio comienzo a la exploración seria de petróleo en la Costa del Golfo en Texas y Luisiana, un área que previamente había sido rechazada por las compañías petroleras. Otros montículos de sal fueron perforados rápidamente, dando lugar a descubrimientos en Sour Lake (Texas) (1902), Batson (Texas) (1904) y Humble (Texas) (1905).
La Standard Oil Company subestimó inicialmente el potencial económico del campo petrolífero de Spindletop y de la costa del Golfo en general, lo que dio una mayor oportunidad a sus competidores; Spindletop se convirtió en lugar de nacimiento de los gigantes del petróleo Texaco y Gulf Oil. Aunque en 1899 la Standard Oil ya controlaba más del 85% de la producción de petróleo en las regiones petroleras más antiguas en la cuenca de los Apalaches y la línea Lima-Indiana, nunca logró controlar más del 10 % de la nueva producción de petróleo en la Costa del Golfo.

## California

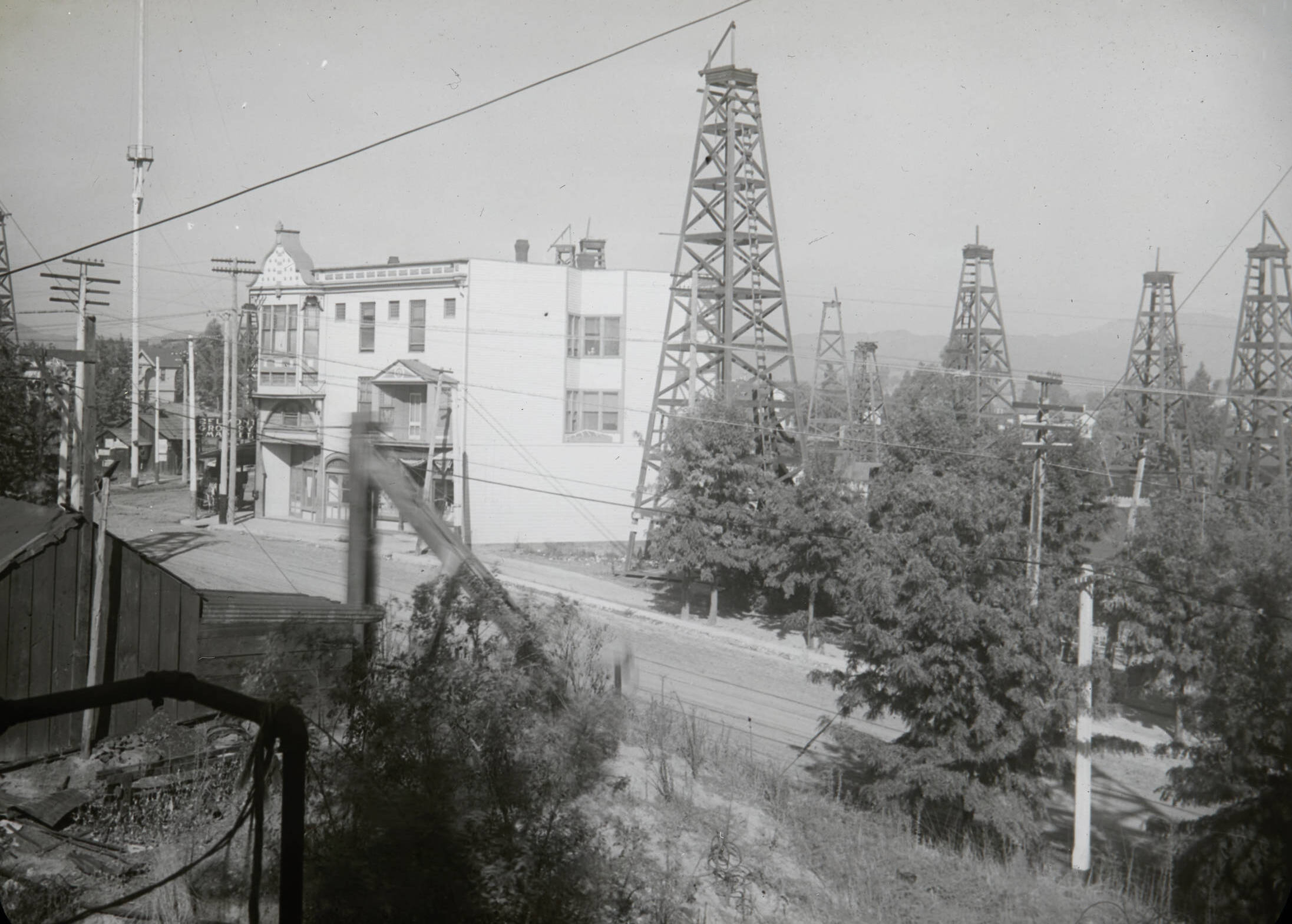
Campo petrolero de Los Ángeles, 1905

Los Nativos americanos ya conocían las filtraciones de brea en el sur de California desde hacía miles de años, y utilizaban la brea para impermeabilizar sus canoas. Los colonos españoles también sabían de las filtraciones, como en Rancho La Brea, en la actual Los Ángeles, de la cual los sacerdotes obtenían brea para impermeabilizar los techos de las misiones de Los Ángeles y San Gabriel.
A pesar de la abundancia de las filtraciones en el sur de California, el primer pozo comercial de petróleo en California fue perforado en el Condado de Humboldt, en el norte de California en 1865.
En la década de 1860 se hicieron algunos intentos para explotar los yacimientos de petróleo bajo las filtraciones de asfalto en la Cuenca Ventura del Condado de Ventura y el noreste del Condado de Los Ángeles. Los primeros esfuerzos fracasaron debido a la complejidad de la geología, y más importante, debido a que las técnicas de refinación entonces disponibles no permitían elaborar queroseno de alta calidad a partir del crudo de California, que difería químicamente del petróleo crudo de Pensilvania.  Este hecho relegó la mayor parte del petróleo crudo inicialmente extraído de California a la obtención de productos menos rentables como el asfalto.
La producción de petróleo en la cuenca de Los Ángeles comenzó con el descubrimiento del campo petrolífero Brea-Olinda en 1880, y continuó con el desarrollo del de Los Ángeles en 1893, el de Beverly Hills en 1900, el Salt Lake en 1902, y muchos otros. El descubrimiento del campo petrolífero Long Beach en 1921, resultó ser el más rico del mundo en producción por hectárea en aquella época, aumentando la relevancia de la cuenca de Los Ángeles como productora de petróleo en todo el mundo. La importancia de la cuenca se hizo más evidente aún con el descubrimiento del campo Wilmington en 1932, y el desarrollo del Puerto de Los Ángeles como una plataforma de exportación de crudo.
La producción en el condado de Santa Bárbara se inició en la década de 1890 con el desarrollo del campo Summerland, que incluía los primeros pozos de petróleo de alta mar en el mundo. Con el descubrimiento del campo petrolífero de Orcutt y campos petrolíferos en Lompoc, la zona norte del condado de Santa Bárbara se convirtió en un centro regional de producción. Algunas ciudades de los alrededores de la zona como Orcutt deben su existencia al rápido crecimiento de la industria petrolera.
En 1890 se descubrió petróleo por primera vez en el campo petrolífero de Coalinga, Cuenca de San Joaquín. En 1901, la Cuenca de San Joaquín se convirtió en la principal región productora de petróleo de California, con enormes yacimientos de petróleo cuya producción sigue en activo hoy día, incluyendo el Midway-Sunset, el Kern River y el Belridge, produciendo la mayoría del petróleo "onshore" de California.

## Montañas Rocosas
El primer pozo comercial de petróleo en las Montañas Rocosas fue perforado cerca de Cañon City en 1862. Los pozos en el campo Canyon City-Florencia, fueron perforados cerca de filtraciones, producidas a partir de fracturas en las rocas de pizarra.
- Cuenca Bighorn
- Cuenca Denver
- Río Verde (Utah)
- North Park (Cuenca del Colorado)
- Cuenca Paradox
- Cuenca Piceance
- Cuenca Powder River
- Cuenca Ratón
- Cuenca de San Juan
- Cuenca Uinta

## Alaska
Un capitán de barco de Rusia avistó filtraciones de petróleo a lo largo de la costa de la ensenada Cook ya en 1853, y la extracción de petróleo comenzó en 1898 en una serie de lugares a lo largo de la costa sur de Alaska. Sin embargo, la producción fue relativamente pequeña hasta que se hicieron grandes descubrimientos en la remota zona de North Slope, en Alaska.
Las filtraciones de petróleo en North Slope se conocían desde hace muchos años, y en 1923, el gobierno federal creó la Reserva Naval de Petróleo n.º 4 de Estados Unidos para cubrir los presuntos campos de petróleo bajo las filtraciones. Algunas perforaciones de exploración fueron hechas en la reserva durante la Segunda Guerra Mundial y la década de 1950, pero su ubicación remota disuadió la exploración intensiva hasta la década de 1960. Prudhoe Bay, el campo petrolero más grande de Estados Unidos en términos de cantidad total de petróleo producido, fue descubierto en 1968. La producción comenzó en 1977, tras la finalización del sistema de oleoducto Trans-Alaska. A lo largo del 2005, el campo ha producido 13 mil millones de barriles (2.1×10^9 m³) de petróleo (un promedio de 1,5 millones de barriles/día), y se estima que contiene otros 2 millones de barriles (320×10^6 m³) de petróleo económicamente recuperables.

## Dakota del Norte
A diciembre de 2012, Dakota del Norte estaba produciendo petróleo a razón de 750.000 barriles por día.

## Regulación federal del precio
A través de la Ley de Gas Natural de 1938, el gobierno federal impuso controles a los precios del gas natural en el comercio interestatal. La Comisión Federal de Electricidad recibió el mandato de establecer los precios del gas interestatales a tasas "justas y razonables". La CFE al principio solo regulaba el precio al que los gasoductos vendían gas a los servicios públicos y la industria, pero más tarde se impusieron límites sobre el precio del gas en boca de pozo vendido a un gasoducto interestatal. Los productores de gas recurrieron estos controles ante los tribunales, pero perdieron en la Corte Suprema con el Caso Phillips Petroleum vs. Wisconsin (1954).
El gobierno federal había conseguido controlar el precio del gas natural que cruza las fronteras estatales, pero no así el de gas producido y vendido dentro de un estado. En la década de 1970, el bajo precio interestatal establecido por el gobierno federal provocó la escasez de suministro de gas en algunos estados, ya que los productores de gas preferían vender todo lo que pudieran de su producto a precios más altos en los mercados locales dentro de los estados productores de gas. A través de la Ley de Política de Gas Natural de 1978, el gobierno federal amplió los controles de precios para todo el gas natural del país. Al mismo tiempo, el gobierno creó un complejo sistema de precios en el que el precio pagado al productor dependía de la fecha en que el pozo fue perforado, la profundidad del pozo, la formación geológica, la distancia a otros pozos de gas, y varios otros factores. El sistema de precios era un intento de mantener bajo el precio promedio fomentando al mismo tiempo nueva producción.
Los últimos controles federales a los precios del gas natural fueron retirados por la Ley de eliminación del control al Gas Natural de 1989, que eliminó el último de los controles de precios a partir del 1 de enero de 1993.